# SQL Server Integration Services

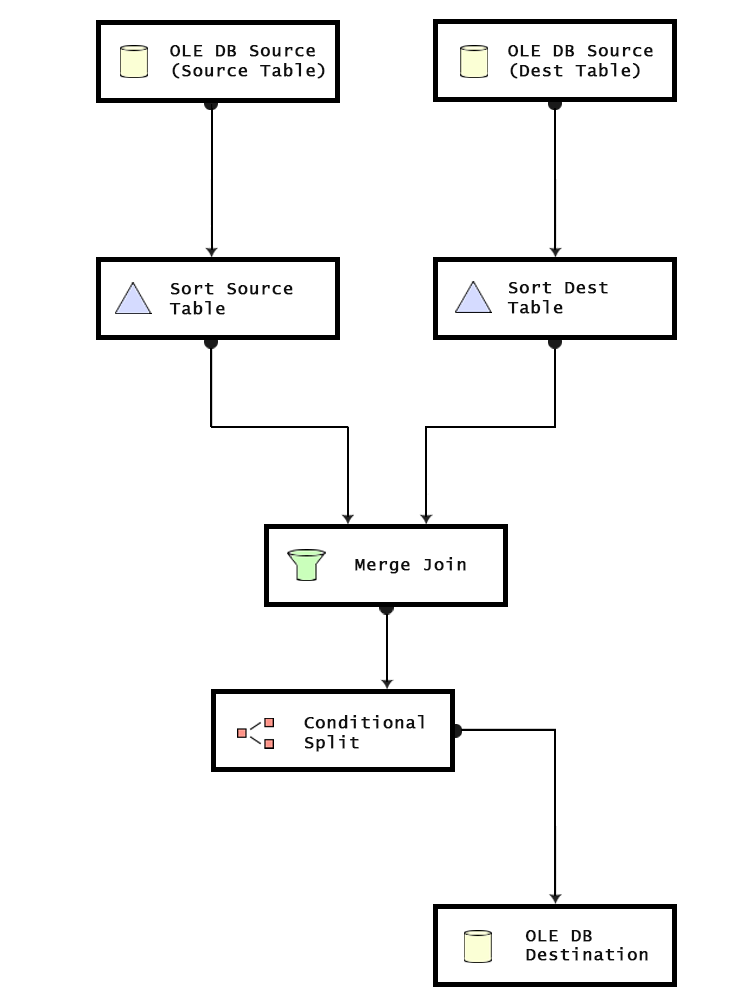
Voorbeeld van een SSIS-workflow.

SQL Server Integration Services (afgekort tot SSIS) is een onderdeel van Microsoft SQL Server waarmee taken voor gegevensmigratie uitgevoerd kunnen worden.
SSIS is aanwezig in alle versies van SQL Server 2005, 2008, 2008 R2, 2012, 2014 en 2016, behalve de Express- en Workgroup-edities.

## Beschrijving
SSIS is een platform voor data-integratie en workflow management, en omvat een datawarehouse voor het sneller raadplegen en aanpassen van informatie in de database. SSIS kan ook worden gebruikt voor het onderhoud en updaten van SQL-databases.
In SQL Server 2005 werd SSIS voor het eerst geïntegreerd en verving daarmee het onderdeel Data Transformation Services (DTS). In tegenstelling tot DTS, die in alle versies van SQL Server aanwezig is, is SSIS uitsluitend beschikbaar in de versies Standard, Business Intelligence en Enterprise.

## Mogelijkheden
Met de Wizard kunnen gebruikers SSIS-pakketten samenstellen om data zonder enige bewerking van een enkele bron te verplaatsen naar een doel. Ontwikkelaars kunnen daarnaast met een visuele programmeertaal SSIS-pakketten samenstellen via slepen en neerzetten, of via een scripttaal.
Beschikbare elementen zijn:
- Connections, bevat de benodigde informatie om te verbinden met een databron.
- Event handlers, een workflow voor het afhandelen van bepaalde gebeurtenissen.
- Parameters, voor het instellen van waarden aan eigenschappen tijdens de uitvoering.
- Precedence constraints, hiermee kunnen voorwaarden worden gesteld aan bepaalde taken.
- Tasks, een element die een bepaalde handeling uitvoert, zoals het kopiëren of verplaatsen van bestanden.
- Variables, worden gebruikt door Tasks voor het opslaan van resultaten of nemen van beslissingen.

Een SSIS-pakket wordt opgeslagen als bestand of binnen een instantie van SQL Server. In beide gevallen wordt het pakket opgeslagen als XML.